# Euphranta nigrescens
Euphranta nigrescens är en tvåvingeart som först beskrevs av Zia 1937.  Euphranta nigrescens ingår i släktet Euphranta och familjen borrflugor. Inga underarter finns listade i Catalogue of Life.